# Akoko-Edo
Akoko-Edo è una delle diciotto aree a governo locale (local government areas) in cui è suddiviso lo stato di Edo, nella Repubblica Federale della Nigeria.
Si estende su una superficie di 1.371 km² e conta una popolazione di 262.110 abitanti.